# Refugis del Pallars Sobirà
El Pallars Sobirà -com a comarca de muntanya del Pirineu- disposa d'una àmplia xarxa de refugis de muntanya repartits per moltes de les seves principals valls. A més, atès que una part del seu territori forma part del Parc Nacional d'Aigüestortes i Estany de Sant Maurici, hi són representats alguns dels refugis més emblemàtics de Catalunya.
Per bé que hi ha molts establiments anomenats refugis, en aquesta llista només s'han considerat els refugis estrictament de muntanya i, per tant, allunyats dels nuclis de població. Han estat ordenats per la seva tipologia que dona una idea del servei que poden oferir.

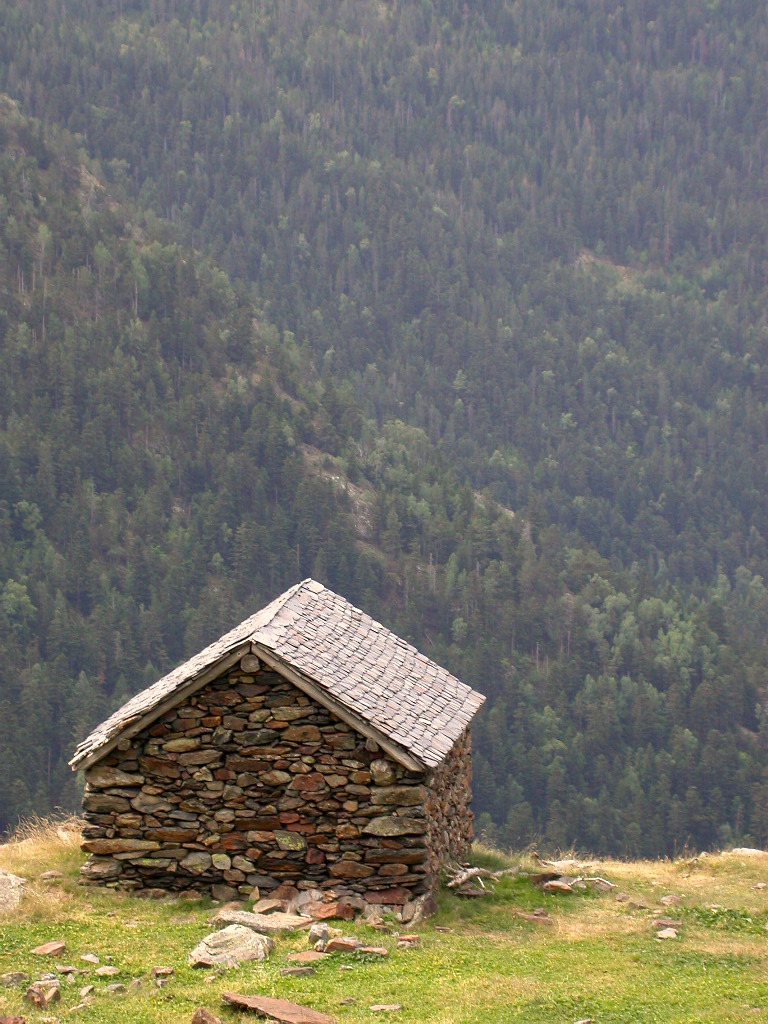
Cabana de Basello, a Alins

REFUGI (EDIFICI)
- Amitges (web)
- Certascan (web)
- Comes de Rubió
- Josep M. Blanc (web)
- Pla de La Font
- Refugi d'Estaon
- Refugi Vall de Siarb (web)
- Sant Maurici "Ernest Mallafré" (web)
- Vall Ferrera (web)

REFUGI (METÀL·LIC)
- Mont-Roig "Enric Pujol" (web)
- Baborte "Cinquantenari"
- Baiau "Josep Maria Montfort" (web)
- Broate (web)
- Gerber "Mataró"

CABANA-REFUGI
- Refugi de l'Estany de la Gola
- Airoto "Gràcia"
- Esplà

ALBERG-REFUGI
- Refugi d'Alós (Alt Àneu) (web), Cuberes "Casa Miró" (web)
- Refugi d'Estaon Arxivat 2014-01-02 a Wayback Machine.
- Refugi del Fornet
- Gall Fer (web)
- Gerdar (web) Arxivat 2008-08-28 a Wayback Machine.
- Pleta del Prat (web) Arxivat 2011-02-01 a Wayback Machine.

CABANA FORESTAL
- Boumort
- Quatre Pins

CABANA DE PASTORS
- Boet
- Basello